# Cantó de Modane
El cantó de Modane és un cantó francès al districte de Saint-Jean-de-Maurienne (departament de la Savoia) que compta amb set municipis: Aussois, Avrieux, Fourneaux, Freney, Modane, Saint-André i Villarodin-Bourget; i el cap és Modane.
| Període                                 | Identitat           | Partit                           | Qualitat                         |
| --------------------------------------- | ------------------- | -------------------------------- | -------------------------------- |
| 1934                                    | Constantin Ros      | PRRS                             |                                  |
| Les dades anteriors no estan completes. |                     |                                  |                                  |
| 1945 - 1951                             | M. Buisson          | MRP                              |                                  |
| 1951 - 1958                             | Dr M. Ros           | Rad.                             |                                  |
| 1958 - 1987                             | Pierre Buisson      | MRP després CD després UDF - CDS |                                  |
| 1987 - 1994                             | Jean-Louis Gauthier | PS                               |                                  |
| 1994 - 2001                             | Irène Bolatto       | DVD                              | Alcalde de Fourneaux (1989-2001) |
| des del 2001-en curs                    | Xavier Lett         | PS                               | Conseller municipal de Modane    |

| 1882                                            | 1926 | 1962 | 1968 | 1975 | 1982  | 1990  | 1999  | 2008  |
| ?                                               | ?    | ?    | ?    | ?    | 7.983 | 7.255 | 6.547 | 6.729 |
| ----------------------------------------------- | ---- | ---- | ---- | ---- | ----- | ----- | ----- | ----- |
| A partir de 1990: Població sense dobles comptes |      |      |      |      |       |       |       |       |